# 13962 Delambre
13962 Delambre è un asteroide della fascia principale. Scoperto nel 1991, presenta un'orbita caratterizzata da un semiasse maggiore pari a 3,1893579 UA e da un'eccentricità di 0,1900646, inclinata di 2,06770° rispetto all'eclittica.
Prende nome dall'astronomo francese Jean-Baptiste Delambre.